# Lassa Oppenheim
Lassa Francis Lawrence Oppenheim (* 30. März 1858 in Windecken; † 7. Oktober 1919 in Cambridge) war ein deutscher Jurist, der als Mitbegründer des modernen Völkerrechts gilt.

## Leben
Lassa Oppenheim besuchte das Städtische Gymnasium in Frankfurt am Main. Nach dem Abitur 1878 studierte er Jura an den Universitäten Berlin, Göttingen, Heidelberg und Leipzig. 1881 promovierte er in Göttingen und habilitierte sich 1885 an der Universität Freiburg. In den folgenden Jahren war Oppenheim, der ein Schüler des Strafrechtlers Karl Binding war, als Privatdozent und ab 1889 als nichtetatmäßiger außerordentlicher Professor auf dem Gebiet des Strafrechts tätig. 1892 übernahm er an der Universität Basel eine ordentliche Professur. 1895 ging er nach England und lebte dort bis zu seinem Tod.
Oppenheim lehrte zunächst an der London School of Economics. 1908 wurde er Whewell-Professor für Völkerrecht an der University of Cambridge. Sein Hauptwerk ist seine international bekannte Einführung ins Völkerrecht, International Law: A Treatise, das im Jahre 1905 erschien und heute noch als ein historisches Standardlehrbuch des Völkerrechts gilt. Er war Ehrenmitglied der Griechischen philologischen Gesellschaft in Konstantinopel.

## Schriften (Auswahl)
- International Law. A Treatise. Peace. Band 1. Longmans Green, London 1905 (englisch, bnf.fr).}
- International Law. A Treatise. War and Neutrality. Band 2. Longmans Green, London 1906 (englisch, bnf.fr).
- Ronald F. Roxbourgh, Lassa Oppenheim: International Law. A Treatise. Peace. 3. Auflage. Band 1. Longmans Green, London 1920 (englisch, archive.org).
- Ronald F. Roxbourgh, Lassa Oppenheim: International Law. A Treatise. War and Neutrality. 3. Auflage. Band 2. Longmans Green, London 1921 (englisch, archive.org).